# Zhangbei
Zhangbei (en chino, 张北; pinyin, Zhāngběi) es un condado  bajo la administración directa de la Prefectura Zhangjiakou en la Provincia de Hebei, República Popular China.  Su área es de 4218 km² y su población total para 2010 superó los 318 mil habitantes. 

## Administración
Desde julio de 2021, el  Condado Zhangbei se divide en 20 pueblos que se administran en 8 poblados y 12 villas.

## Toponimia
El topónimo Zhangbei significa literalmente "Condado del Norte de Zhang[jiakou]", haciendo referencia a su ubicación al norte de Zhangjiakou. Este nombre refleja tanto su relación con la ciudad principal de la región como su posición geográfica.